# Flugplatz Oelde-Bergeler

i7
i11
i13
Der Flugplatz Oelde-Bergeler (ICAO-Code: EDLU) ist ein Sonderlandeplatz im Gebiet der Stadt Oelde in Nordrhein-Westfalen. Er wird durch die Interessengemeinschaft Flugplatz Oelde-Bergeler betrieben.

## Lage
Der Flugplatz liegt etwa 2,5 km östlich von Oelde im Kreis Warendorf.

## Flugbetrieb
Der Flugplatz ist zugelassen für Leichtflugzeuge bis 2000 kg höchstzulässiger Abflugmasse, Drehflügler (Hubschrauber) mit unbegrenzter Abflugmasse, selbststartende Motorsegler, Luftsportgeräte, Freiballone und Modellflugzeuge. Die Benutzung des Platzes ist nur den am Platz ansässigen Luftfahrzeugführern gestattet. Der Flugplatz verfügt über eine 375 m lange und 30 m breite Start- und Landebahn aus Gras (Richtung 09/27).

## Geschichte
Der Flugplatz Oelde-Bergeler wurde am 27. Mai 1966 als Privatlandeplatz der Maschinenfabrik Paul Hammelmann genehmigt. Er war nicht zugelassen für den allgemeinen Luftverkehr. Er besaß eine 410 m lange Piste aus Gras (Richtung 06/24). Aufgrund der Nähe zu einem wachsenden Wohngebiet im Westen des Flugplatzes wurde die Start- und Landebahn 2021 nach Osten verlegt und neu ausgerichtet.